# Megalomus obscurus
Megalomus obscurus är en insektsart som beskrevs av Steinmann 1965. Megalomus obscurus ingår i släktet Megalomus och familjen florsländor. Inga underarter finns listade i Catalogue of Life.